# Rhadinella posadasi
Rhadinella posadasi es una especie de serpiente que pertenece a la familia Dipsadidae.

## Distribución geográfica y hábitat
Es endémica del oeste de Guatemala y del sureste de Chiapas (México). Su hábitat natural es el bosque lluvioso montano bajo. Su rango altitudinal oscila entre 500 y 1800 m s. n. m.. La especie es terrestre y fosorial.

## Estado de conservación
Se encuentra amenazada por la pérdida de su hábitat natural.